# Alfhausen
Alfhausen è un comune di 3.815 abitanti della Bassa Sassonia, in Germania.
Appartiene al circondario (Landkreis) di Osnabrück (targa OS) ed è parte della comunità amministrativa (Samtgemeinde) di Bersenbrück.

## Geografia antropica

### Suddivisioni amministrative
Il territorio comunale comprende, oltre al capoluogo (Alfhausen), le frazioni di Heeke, Thiene e Wallen.